# Ford 1955
El Ford 1955 és un  model d'automòbil que va ser fabricat per la Ford Motor Company als Estats Units l'any 1955.

## Història
La competència amb la marca Chevrolet no tenia fi i calia canviar de models per guanyar mercat, és per això que després del Ford 1952, va ser necessari redissenyar les línies de les actuacions en fabricació i introduir millora en els motors. El motor V8 va sortir amb una potència de 144 Hp. L'altre canvi amb el model anterior de Ford va ser el canvi de denominació, deixant de cridar Crestiline per dir-li Fairlane i l'altre model es deia Thunderbird. El parabrisa es canvia per un que denominaven panoràmic. Per primera vegada Ford va oferir com a opcional incloure en alguns models el cinturó de seguretat. Una altra novetat era la calefacció, que deixava de lliurar la calor a la sortida de l'equip i sortia per orificis en el tauler i s'incorpora per primera vegada aire acondicionat, aprofitant el sistema de distribució de la calefacció.

## Any 1956
El model que va sortir en aquest any només presentava arranjaments estètics, principalment en la defensa o comunament anomenat per cops, es canvia la posició de l'equip d'aire acondicionat i es millora les sortides d'aire, l'altra novetat va ser el sistema elèctric de 12 volts que introduir la Ford en aquest any. Alguns models de Ford, aquest any van ser venuts en poca quantitat, principalment el Fairlane Crown Victoria Skyliners, què va ser substituït per un convertible l'any següent.

### Galeria d'imatges

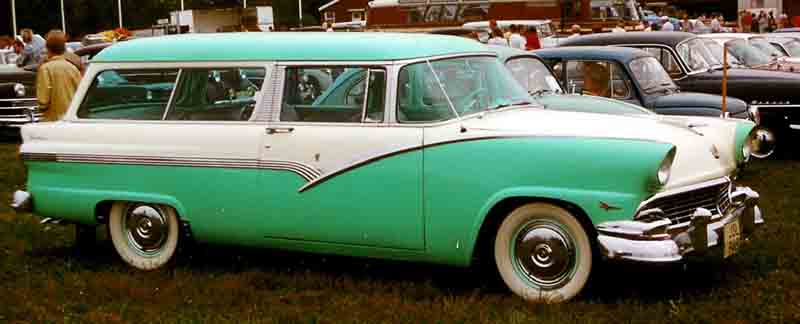
Ford 1956 Station Wagon
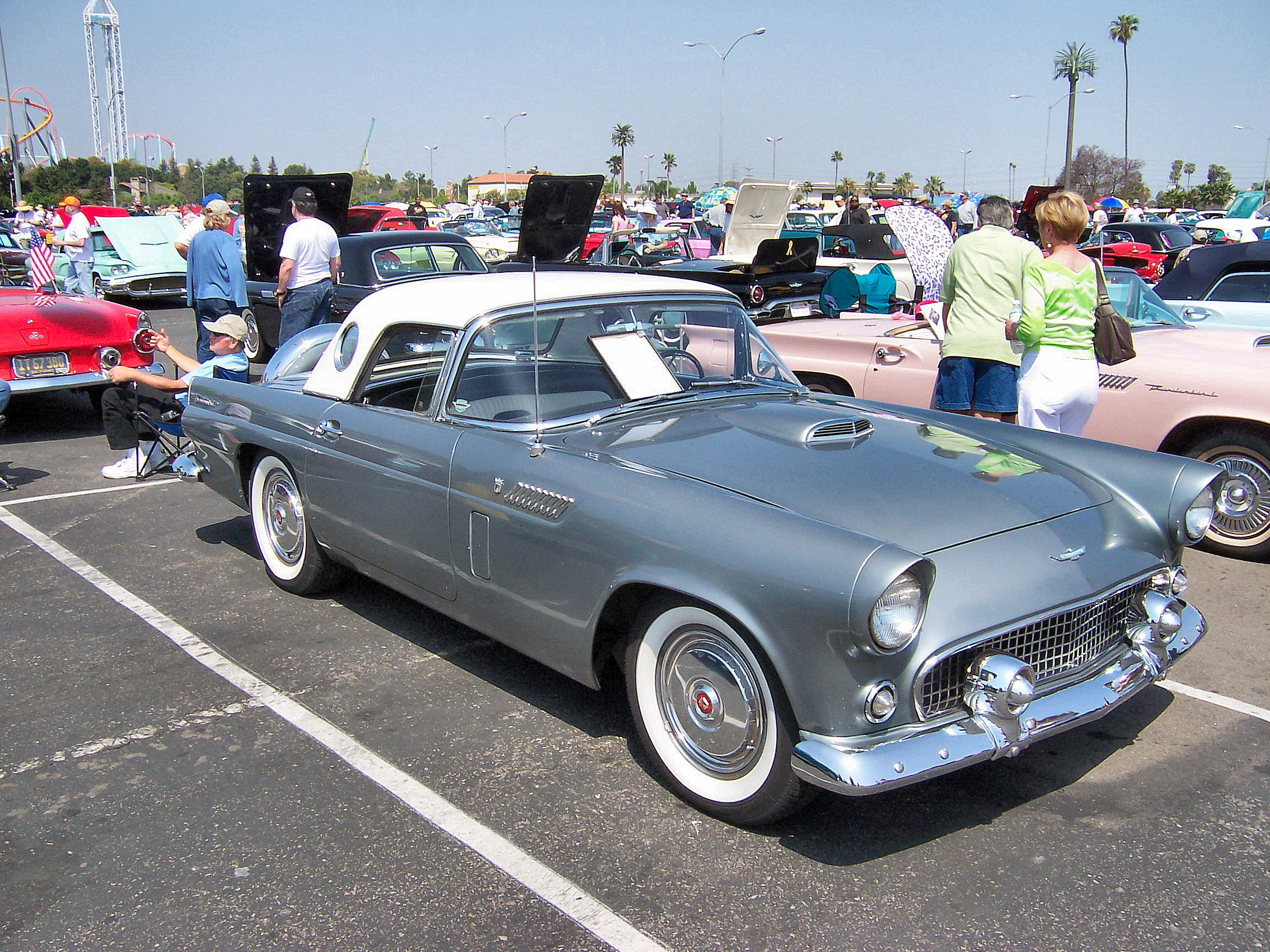
Ford 1956 Thunderbird
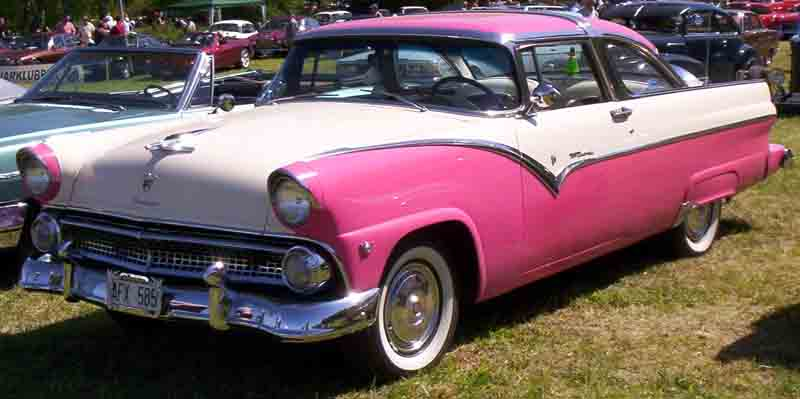
Ford 1955 Fairlane Crown Victoria
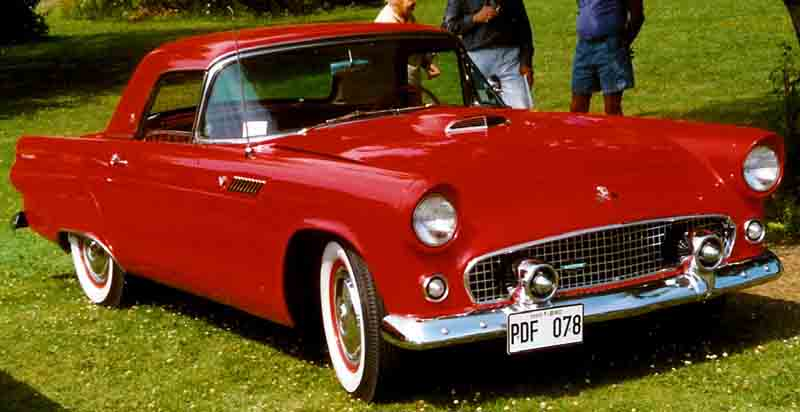
Ford 1955 Thunderbird
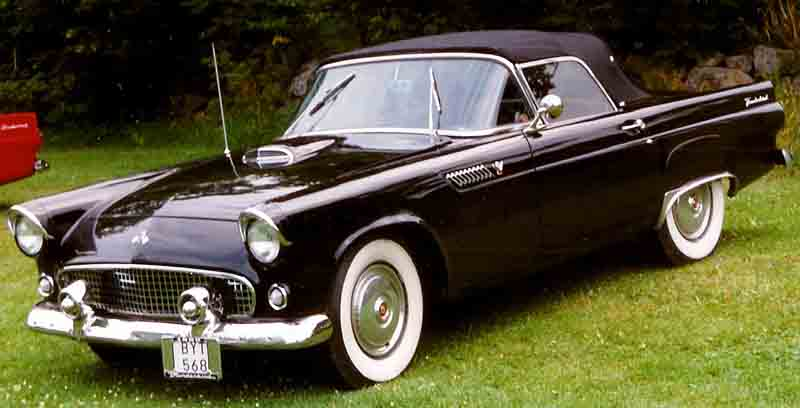
Ford 1955 Thunderbird descapotable
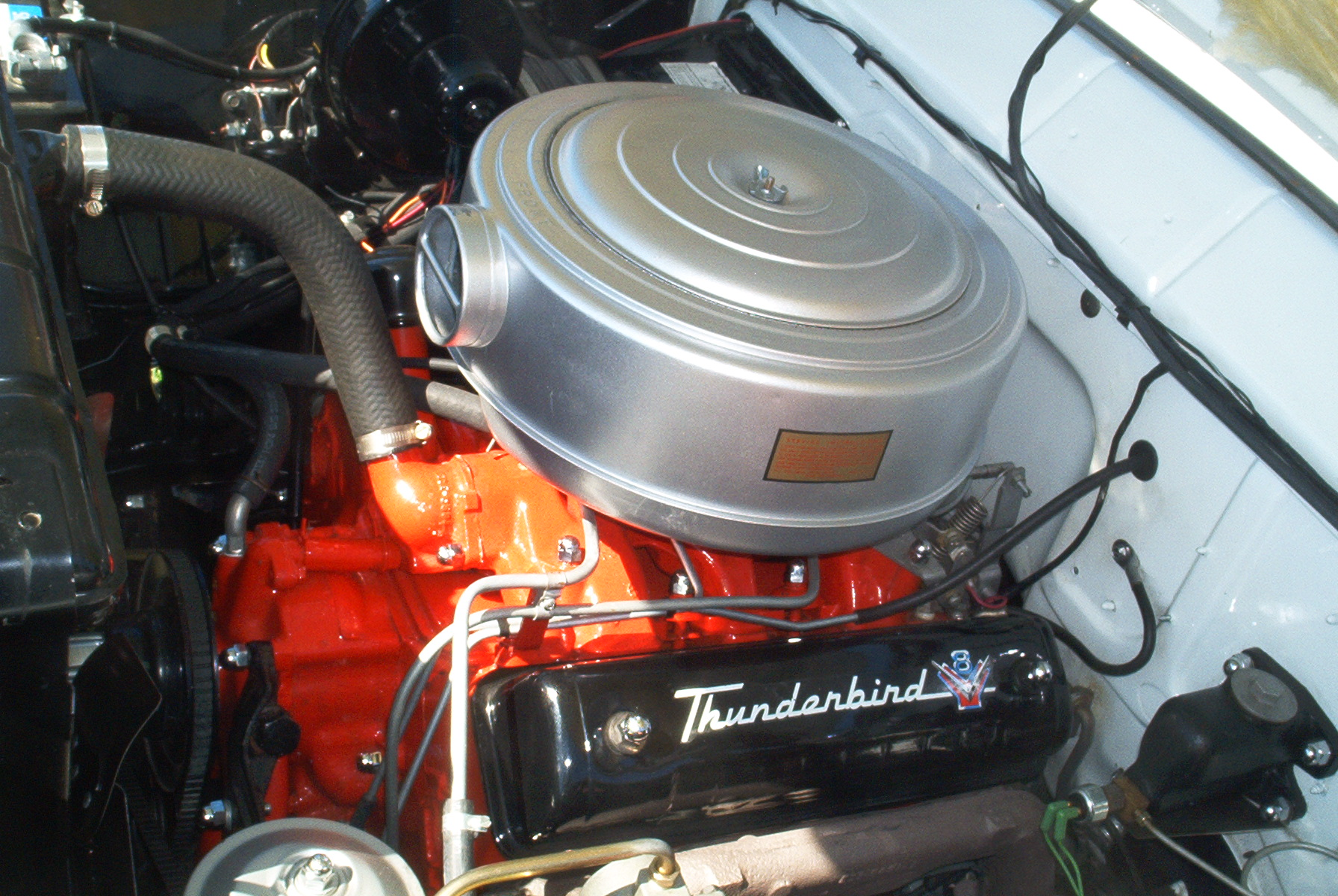
Motor Ford V8 1955 Thunderbird
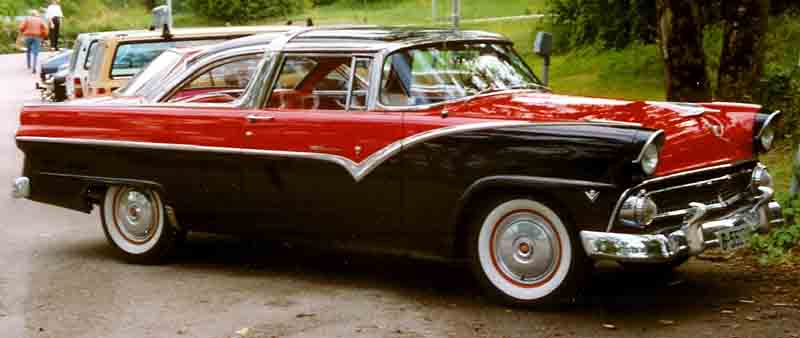
Ford 1955 Fairlane Crown Victoria V8
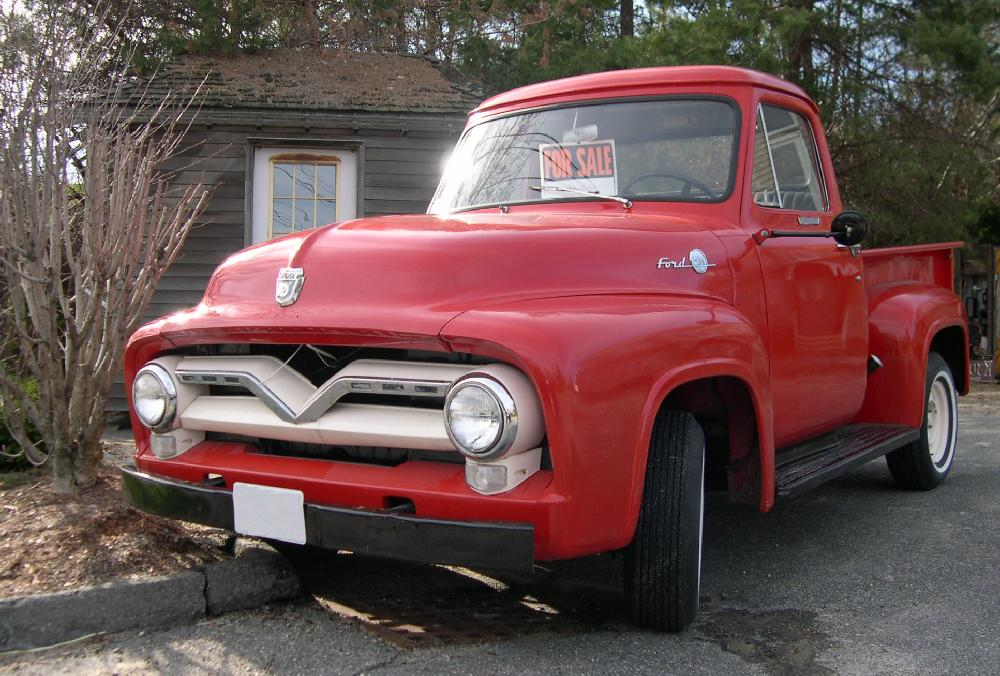
Ford 1955 F100 (camioneta)